# أياهي تاكاغاكي
أياهي تاكاغاكي (高垣彩陽 تاكاغاكي أياهي) هي مؤدية أصوات يابانية ولدت في 25 أكتوبر 1985 في طوكيو.

## أدوارها في الأنمي

### مسلسلات أنمي تلفزيونية
- البدلة المتنقلة جاندام 00 - فيلت غريس
- البدلة المتنقلة جاندام إيج - ديسيل غاريت (الفتى)
- جاندام: ريكونجيستا G - ماني أمباسادا
- ريجيوس المدرعة - نينا أنتالك
- ديلتورا كويست - جاسمين
- Special A - ميغومي ياماموتو
- فانتوم: ريكوييم فور ذا فانتوم - آين/إيرين
- حضانة هانامارو - هيراغي
- اليوم في صف 5-2 - تسوباسا كاواي
- باكانو! - سيلفي لوميير
- الدموع الحقيقية - نوي إيسوروغي
- فينوس ضد الفيروس - لوسيا ناهاشي
- فايت إيباتسو! جودين-تشان!! - أليستا بلانكيت
- زان سايونارا زِتسبو سينسيه - كاناكو أورا
- كانان - نيني
- دورارارا!! - إيريكا كاريساوا
- دورارارا!! ×2 المقدمة - إيريكا كاريساوا
- دورارارا!! ×2 المنتصف - إيريكا كاريساوا
- دورارارا!! ×2 الخاتمة - إيريكا كاريساوا
- أكاديمية أوكالت - آمي كوروكي
- نادي مضيفي ثانوية أوران - تسوباكي كاميكامو
- أسطورة الأبطال الأسطوريين - فيريس إيريس
- أبطال الكرة - سلمى
- الإكسورسيست الأزرق - كورو
- الإكسورسيست الأزرق: ملك كيوتو الملوث - كورو
- NO.6 - آن
- بليد - داناس
- أن-غو - موتوكو تانيمورا
- فيت/زيرو - شيرلي
- طريق السلام - مي
- أسطورة أراتا - كوتوها
- كامينوميزو شيرو سيكاي: الحارسات - يوي غويدو، مارس
- الملعقة الفضية - تاماكو إينادا
- لوغ هورايزون - هنرييتا
- غايست كراشر - لومينيلا هوتارو
- ماغي: The Kingdom of Magic - مايرون ألكسيوس
- سورد آرت أونلاين - ليزبيث/ريكا شينوزاكي
- سورد آرت أونلاين II - ليزبيث/ريكا شينوزاكي
- سورد آرت أونلاين أليسيزيشن - ليزبيث/ريكا شينوزاكي
- سورد آرت أونلاين أليسيزيشن War of Underworld - ليزبيث/ريكا شينوزاكي
- الخادم الأسود Book of Circus - دول
- خليلة (مؤقتة) - تسوغومي هاروميا
- يونا فتاة الفجر - هاك (أيام الطفولة)
- طوكيو غول - إيتوري
- طوكيو غول A√ - أياتو كيريشيما (أيام الطفولة)
- طوكيو غول:re - إيتوري
- مغامرة جوجو الغريبة: ستارداست كروسيدرز - مارايا
- أوشيو و تورا - جون موريتسونا
- الكلمات المهموسة - سوميكا موراسامي
- ماجيك كايتو 1412 - ميغومي فوروهاتا
- ضوضاء مجهولة - ميو
- كاردفايت!! فانغارد (2018) - تاكوتو تاتسوناغي
- سنكي زيشو سيمفوجير - كريس يوكيني
- سنكي زيشّو سيمفوجير G - كريس يوكيني
- سنكي زيشّو سيمفوجير GX - كريس يوكيني
- سنكي زيشّو سيمفوجير AXZ - كريس يوكيني
- سنكي زيشّو سيمفوجير XV - كريس يوكيني
- الخطايا السبع المميتة: إعادة إحياء الوصايا - ديرييري
- الخطايا السبع المميتة: غضب الملوك - ديرييري
- الخطايا السبع المميتة: قضاء الغضب - ديرييري
- كاكيغوروي xx - سوميكا واراكوبامي/كاوارو ناتاري
- فوتوكانو - يوكو أوتشيدا
- مارز ريد - ميساكي

### أنمي الإنترنت
- مونستر سترايك - تيفاريث

### أوفا أنمي
- إير جير: الأجنحة السوداء و غابة النوم Break on the sky - كونومي نيجو

### أفلام أنمي
- فيلم البدلة المتنقلة جاندام 00: آ ويكينينغ أوف ذا تريلبليزر - فيلت غريس
- سورد آرت أونلاين ذا موفي: أوردينال سكيل - ليزبيث/ريكا شينوزاكي
- فيلم الإكسورسيست الأزرق - كورو

## أدوارها في ألعاب الفيديو
- خليلة (مؤقتة) - تسوغومي هاروميا

## أدوارها في الدبلجة اليابانية
- ترانسفورمرز أنيميتد - تيليتران 1, آرسي
- ساكر بنش - آمبر
- ماي ليتل بوني: فرندشيب إز ماجيك - الأميرة كيدنس
- السنافر: القرية المفقودة - سنفورة صفصافة
- ملحمي - ماري كاثرين

## وصلات خارجية
- أياهي تاكاغاكي على موقع IMDb (الإنجليزية)
- أياهي تاكاغاكي على موقع ميوزك برينز (الإنجليزية)
- أياهي تاكاغاكي على موقع أول ميوزيك (الإنجليزية)
- أياهي تاكاغاكي على موقع ديسكوغز (الإنجليزية)
- أياهي تاكاغاكي على موقع قاعدة بيانات الفيلم (الإنجليزية)
- أياهي تاكاغاكي على موقع ANN person (الإنجليزية)